# Bekoji
Bekoji (በቆጂ; také Bek’ojī či Bok’ojī, italsky Boccoggi, Bocoggi, Boccogi) je město ve střední Etiopii. Nachází se v Arsi v regionu Oromie, leží v nadmořské výšce 2810 metrů. Je administrativním centrem woredy Limuna Bilbilo. Stojí 105 km jihovýchodně od Addis Abeby.
Město se nachází na silnici do města Goba, která byla postavena během italské okupace, 56 km jižně od Aselly, a 50 km východně od jezera Langano. Místním orientačním bodem je kostel Liemu Maryam, který leží východně od Bekoji.
Bekoji je rovněž známé jako domovské město mnoha známých etiopských atletů – Derartu Tuluová, Fatuma Roba, Tiki Gelanaová, Mestawet Tufa, bratři Kenenisa a Tariku Bekeleovi a sestry Ejegayehu, Tiruneš a Genzebe Dibabaovy. Mladí sportovci se objevili v dokumentárním filmu Town of Runners (Město běžců) z roku 2012.

## Historie
Během italské okupace byla vybudována silnice z Aselly do Bekoji a malá pevnost za městem. Po dobytí Aselly v dubnu 1941 pokračovali průzkumníci Henfreyho jednotky (složka etiopské nepravidelné armády) jižně, aby dobyla Bekoji s podporou obrněných vozidel. Vojáci dosáhli pouze předsunuté základny v Bekoji, dál se nedostali kvůli hlubokému bahnu, sílícímu dešti a nedostatku paliva.
Baptisté z Baptist General Conference vybudovali v Bekoji misijní stanici, která v 50. letech 20. století poskytovala lékařskou péči. V roce 1965 se v Bekoji nacházel úřad guvernéra woredy, přidružené administrativní budovy a sídlo místního bezpečnostního zařízení. Do Aselly vedla silnice a telefonní linka. Na místním trhu se obchodovalo zejména se zemědělskými plodinami, hospodářskými zvířaty, osivem a potravinami.

## Obyvatelstvo
V roce 1994 zde žilo 9 367 obyvatel. Z etnik zde bylo zastoupeno 56,91 % Oromů, 36,37 % Amharů, 2,39 % příslušelo k etnikům Soddo-Gurage a Silt'e a 1,03 % k Tigray. 51,81 % obyvatel mluvilo jako mateřským jazykem amharsky, 45,69 % jazykem Oromo a 0,98 % jazykem Silt'e. Podle etiopské statistické agentury ve městě v roce 2005 žilo 16 730 obyvatel, z čehož bylo 7 999 mužů a 8 731 žen.